# 龍田大社

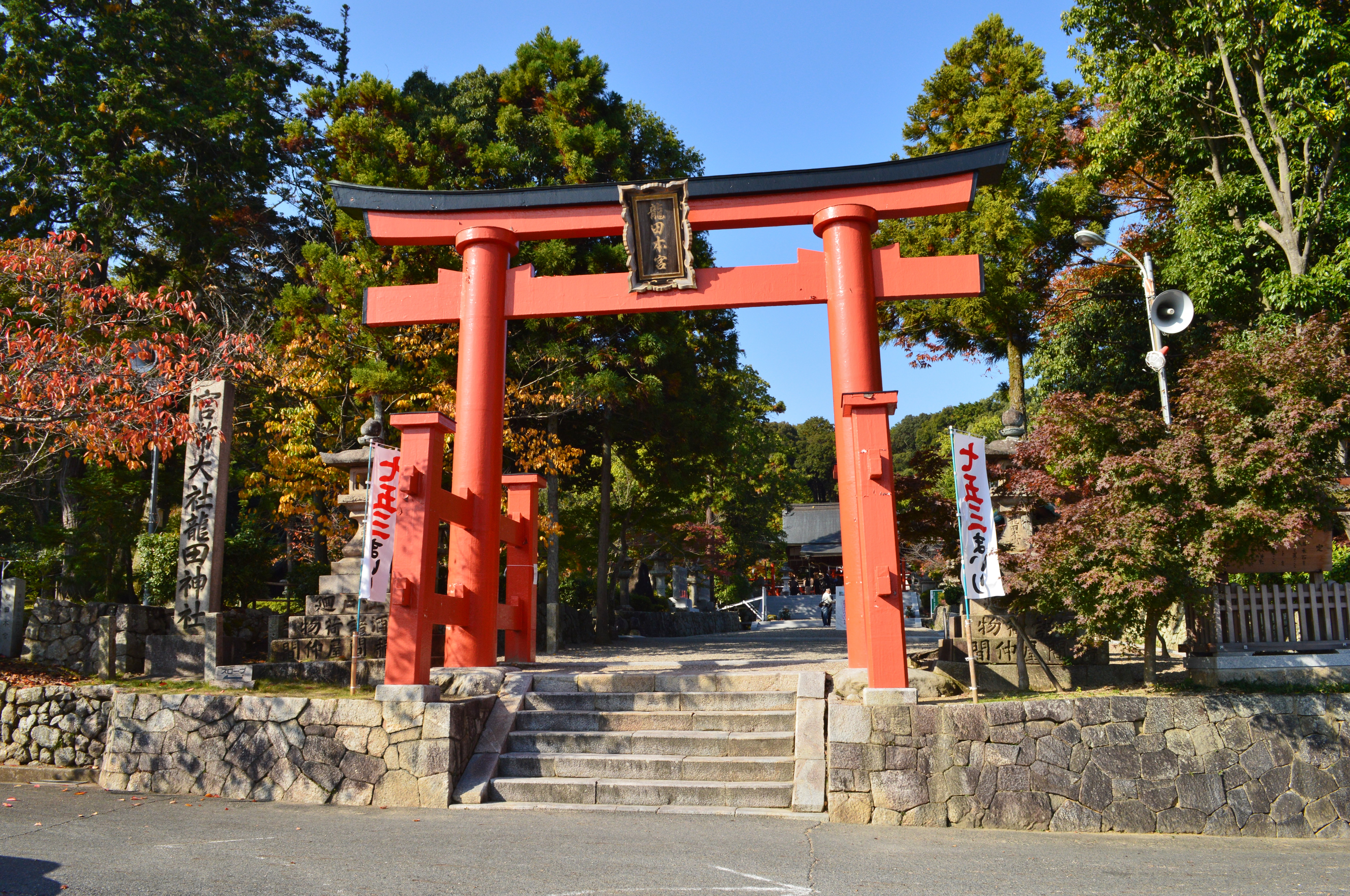
鳥居

龍田大社（たつたたいしゃ）は、奈良県生駒郡三郷町立野南にある神社。式内社（名神大社）、二十二社（中七社）の一社。旧社格は官幣大社で、現在は神社本庁の別表神社。旧称は「龍田神社」。風の神（風神）として古くから信仰を集める。

## 祭神
祭神は次の2柱。
- 天御柱命（あめのみはしらのみこと） - 右殿。
- 国御柱命（くにのみはしらのみこと） - 左殿。

龍田の風神と総称され、広瀬の水神と並び称された。同社の祝詞などでは、天御柱命は級長津彦命（男神）、国御柱命は級長戸辺命（女神）のこととされている。

## 歴史

### 概史
『延喜式』祝詞の「龍田風神祭祝詞」によれば、崇神天皇の時代、数年に渡って凶作が続き疫病が流行したため、天皇自ら天神地祇を祀って祈願したところ、夢で天御柱命・国御柱命の二柱の神を龍田山に祀れというお告げがあり、これによって創建されたという。
国史では、天武天皇4年（675年）4月10日に勅使を遣わして風神を龍田立野に祀り、大忌神を広瀬河曲に祀ったと『日本書紀』の記述が初見である。
延長5年（927年）成立の『延喜式』神名帳では大和国平群郡に「龍田坐天御柱国御柱神社二座 並名神大 月次新嘗」として、二座が名神大社に列するとともに朝廷の月次祭・新嘗祭で幣帛に預かった旨が記載されている。
明治維新後、1871年（明治4年）に近代社格制度において「龍田神社」として官幣大社に列した。
1948年（昭和23年）に神社本庁の別表神社に加列されている。
2020年（令和2年）6月に、龍田古道と亀の瀬と共に龍田大社が日本遺産に認定された。
紅葉の名所としても有名である。摂社龍田比売社の祭神である龍田姫は秋の女神とされ、古来より多くの歌に詠まれてきた。

### 神階
- 弘仁13年（822年）8月3日、従五位下 （『日本紀略』） - 表記は「竜田神」。
- 嘉祥3年（850年）7月11日、従五位上 （『日本文徳天皇実録』） - 表記は「竜田天御柱命神」、「国御柱命神」。
- 仁寿2年（852年）7月25日、従四位下 （『日本文徳天皇実録』） - 表記は「天御柱命神」、「国御柱命神」。
- 仁寿2年（852年）10月2日、従三位 （『日本文徳天皇実録』） - 表記は「天御柱命神」、「国御柱命神」。
- 天安3年（859年）1月27日、従三位から正三位 （『日本三代実録』） - 表記は「竜田神」。

## 主な祭事
- 滝祭（4月3日）
- 風鎮大祭（7月第1日曜日）
- 秋季大祭（10月第3土日曜日）

## 境内
- 本殿2棟
  - 左殿
  - 右殿
- 祝詞殿
- 神饌所
- 龍田比売命社 - 祭神：龍田比売命
- 龍田比古命社 - 祭神：龍田比古命
- 天照大御神住吉大神社
- 枚岡大神春日大神社
- 高望王妃社
- 拝殿
- 白龍神社
- 龍田恵美須神社
- 三室稲荷神社
- 旧神饌所
- 祈禱参集殿
- 廻廊
- 社務所
- 神楽殿（旧拝殿）
- 下照神社 - 祖霊社。
- 遥拝所
- 境外社
  - 神奈備神社

### 飛び地

#### 御座峰
崇神天皇のころに風神が降臨したとされる地。柏原市の雁多尾畑集落北の山中に「伝龍田本宮御座峰」と彫られた石碑が存在する。付近には製鉄の神を祀る金山彦神社、金山姫神社が鎮座しており、金山姫神社に記された略記には「製鉄に関連のある風神を祀った御座峰が伝承されている」といった記述がある。製鉄の神の風神と農業の神である風神という異なる風神が権力者によって一つに合体されたという説も存在する。
- 三室山
- 龍田神宮本宮跡
- 岩瀬の杜

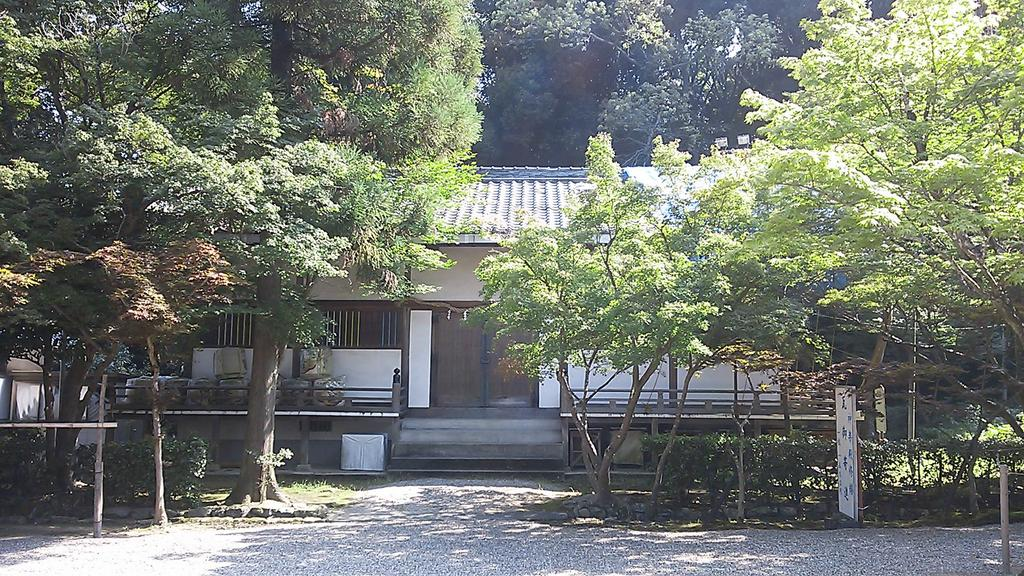
神楽殿（旧拝殿）
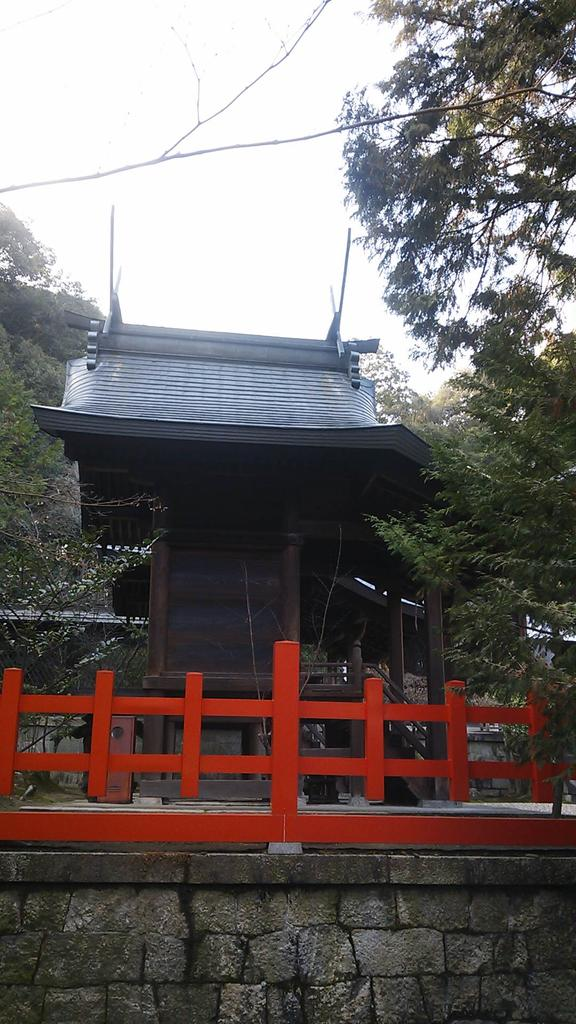
摂社龍田比古龍田比売神社（内陣左側）
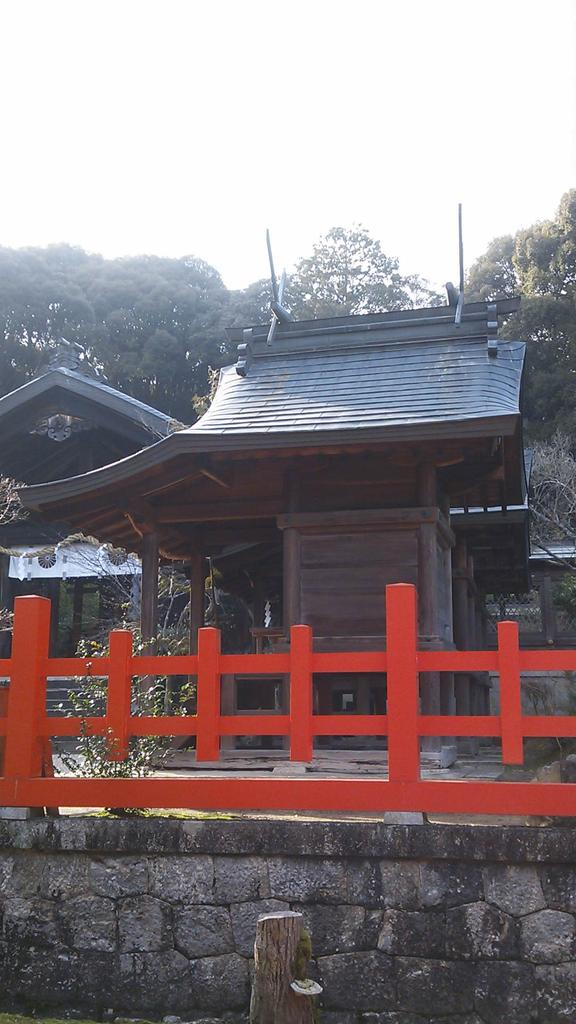
末社（内陣右側）
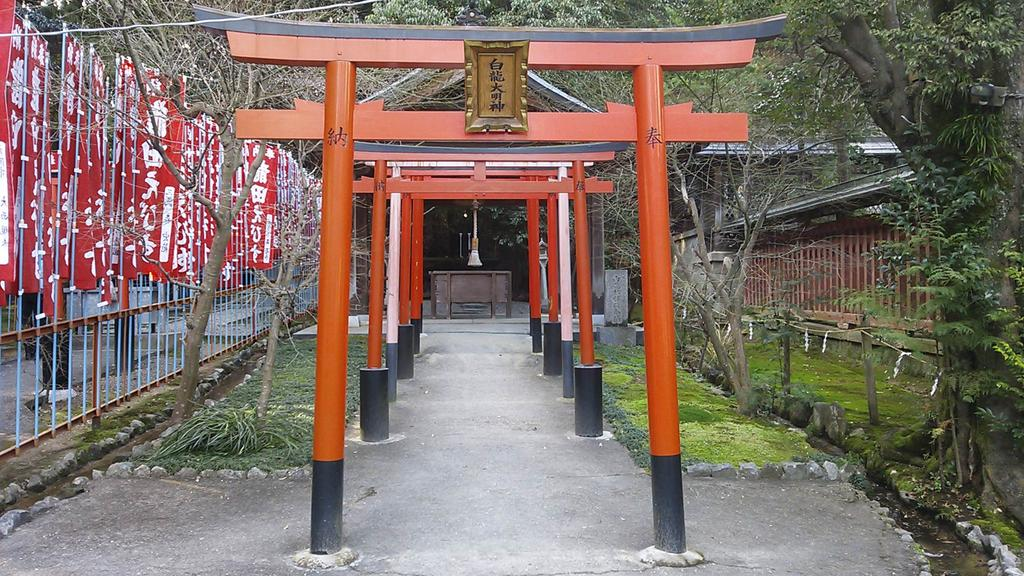
白龍神社
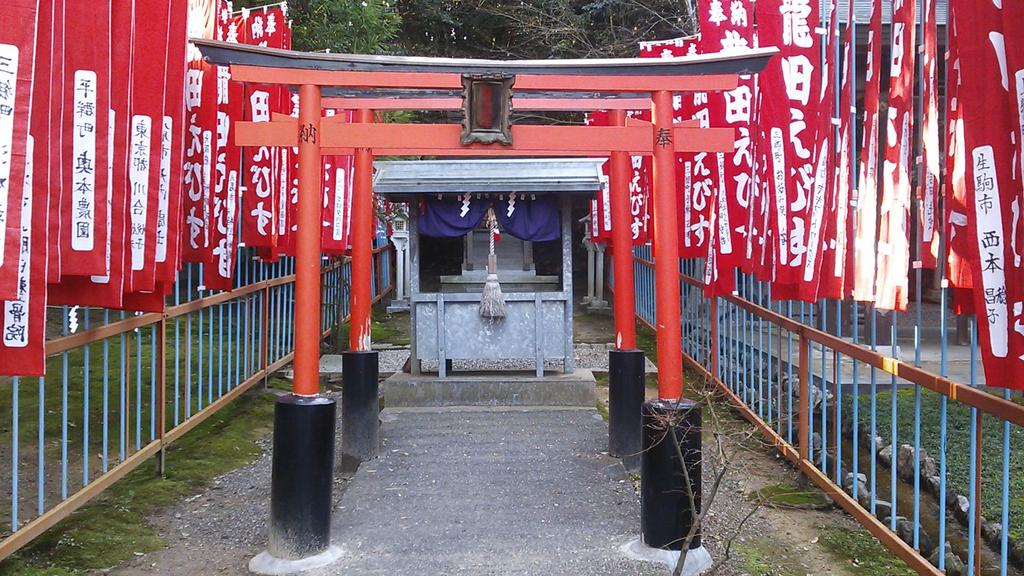
龍田恵美須神社
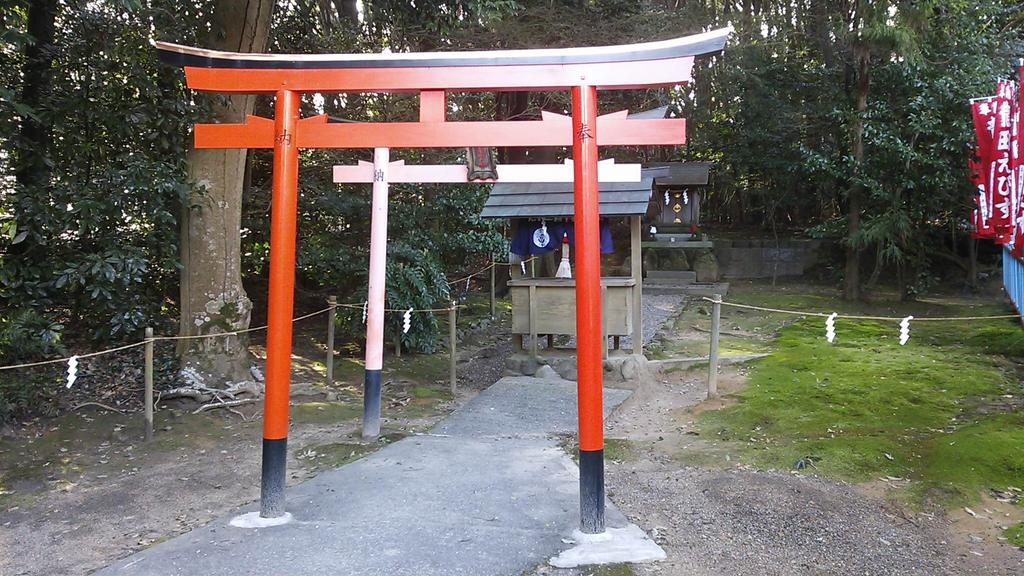
三室稲荷神社
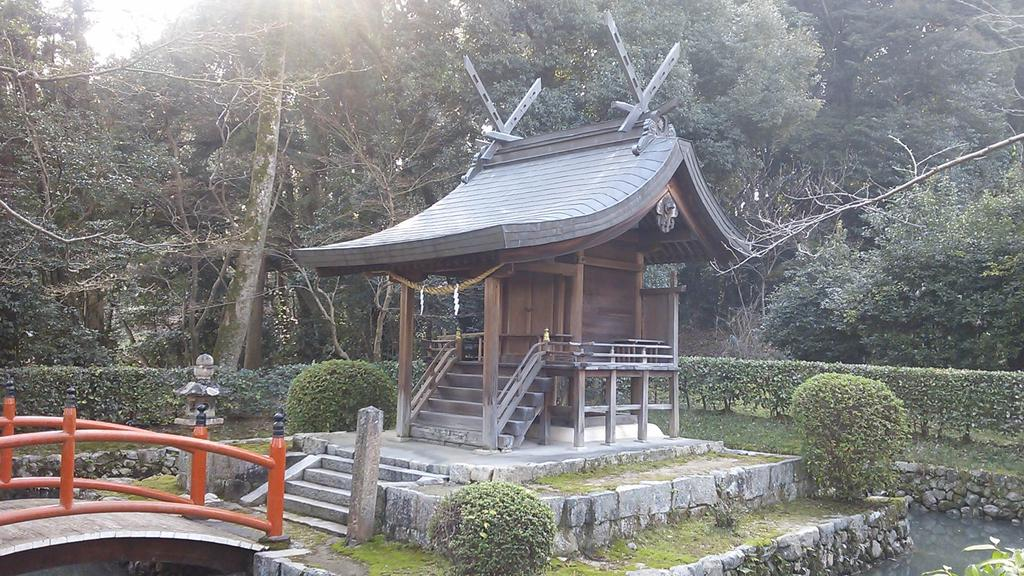
下照神社

## 文化財

### 重要文化財
- 宝相華彩絵奚婁鼓胴（ほうそうげさいえ けいろうこどう）（工芸品） - 平安時代の作。1995年（平成7年）6月15日指定[3]。

### 現存しない文化財
- 多宝塔 - 「大和名所圖會」寛政3年（1791年）や、「壬申検査関係写真」（1872年（明治5年））から多宝塔が確認できるが現存しない。形状は吉田寺多宝塔に酷似する。

## 現地情報
所在地
- 奈良県生駒郡三郷町立野南1-29-1

交通アクセス
- 鉄道
  - JR西日本大和路線 三郷駅 （徒歩約8分）
  - 近鉄生駒線 信貴山下駅 （徒歩約15分）

## 関連図書
- 安津素彦・梅田義彦編集兼監修者『神道辞典』神社新報社、1968年、37頁
- 白井永二・土岐昌訓編集『神社辞典』東京堂出版、1979年、217頁
- 菅田正昭『日本の神社を知る「事典」』日本文芸社、1989年、187-189頁
- 上山春平他『日本「神社」総覧』新人物往来社、1992年、222-223頁